# C5orf64
C5orf64 (англ. Chromosome 5 open reading frame 64) – білок, який кодується однойменним геном, розташованим у людей на 5-й хромосомі. Довжина поліпептидного ланцюга білка становить 130 амінокислот, а молекулярна маса — 14 817.
| 10         |  | 20         |  | 30         |  | 40         |  | 50         |
| ---------- |  | ---------- |  | ---------- |  | ---------- |  | ---------- |
| MLAPLFLCCL |  | RNLFRKLISF |  | QPPQLGRTNM |  | HYSKLPRTAI |  | ETEFKQNVGP |
| PPKDLTAEVY |  | FPSIKSRSHL |  | PAVFYNQYFK |  | HPKCVGEYGP |  | KNGAERQIEE |
| RKVLPTTMMF |  | SMLADCVLKS |  | TPIPILGVAM |  |            |  |            |

A: Аланін

C: Цистеїн

D: Аспарагінова кислота

E: Глутамінова кислота

F: Фенілаланін

G: Гліцин

H: Гістидин

I: Ізолейцин

K: Лізин

L: Лейцин

M: Метіонін

N: Аспарагін

P: Пролін

Q: Глутамін

R: Аргінін

S: Серин

T: Треонін

V: Валін

Секретований назовні.